# Ebnerodes tölgi
Ebnerodes tölgi är en insektsart som först beskrevs av Viktor von Ebner-Rofenstein 1919.  Ebnerodes tölgi ingår i släktet Ebnerodes och familjen Pamphagidae. Inga underarter finns listade i Catalogue of Life.